# Левадія (жіночий футбольний клуб)
«Левадія Таллінн» (ест. Levadia Tallinn)  — естонський жіночий футбольний клуб з міста Таллінн, який виступає у Вищій лізі чемпіонату Естонії.
Команда заснована в 1993 році під назвою ТКСК. У 2002 році вони стали першою командою з Естонії, яка взяла участь у жіночому Кубку УЄФА. У 2006 році команда увійшла до структури «Левадії». Команда виграла дев’ять чемпіонських титулів та два трофеї в Кубку Естонії.

## Досягнення

### Національні
- Вища ліга Естонії
  -  Чемпіон (9): 1997/98, 1999, 1999, 2000, 2001, 2002, 2007, 2008, 2009

- Кубок Естонії
  -  Володар (2): 2009, 2016

### Регіональні
- Балтійська ліга
  -  Чемпіон (1): 2007

## Статистика виступів у єврокубках
Всі результати (вдома, на виїзді та загалом) у таблиці для «Левадії» вказано на першому місці.
| Змагання | Раунд                         | Клуб                          | Вдома | На виїзді | Загалом |
| -------- | ----------------------------- | ----------------------------- | ----- | --------- | ------- |
| 2002–03  | Другий кваліфікаційний раунд  | «Спарта» (Прага)              | –     | 0–6       | –       |
| 2002–03  | Другий кваліфікаційний раунд  | «Умео» (господарі)            | –     | 0–4       | –       |
| 2002–03  | Другий кваліфікаційний раунд  | «Клаксвік»                    | –     | 0–2       | –       |
| 2003–04  | Перший кваліфікаційний раунд  | «Лебеке-Аалст»                | –     | т/п       | –       |
| 2003–04  | Перший кваліфікаційний раунд  | «Маккабі» (Холон)             | –     | 1–3       | –       |
| 2003–04  | Перший кваліфікаційний раунд  | Крка (Ново Место) (господарі) | –     | 0–1       | –       |
| 2008–09  | Перший кваліфікаційний раунду | ПАОК                          | –     | 0–3       | –       |
| 2008–09  | Перший кваліфікаційний раунду | АЗС (Вроцлав) (господарі)     | –     | 0–4       | –       |
| 2008–09  | Перший кваліфікаційний раунду | «Нафтохімік» (Калуш)          | –     | 1–2       | –       |
| 2009–10  | Кваліфікаційний раунд         | «Строммен»                    | –     | 0–5       | –       |
| 2009–10  | Кваліфікаційний раунд         | «Евертон»                     | –     | 0–7       | –       |
| 2009–10  | Кваліфікаційний раунд         | «Осієк» (господарі)           | –     | 4–1       | –       |
| 2010–11  | Кваліфікаційний раунд         | «Брєйдаблік» (господарі)      | –     | 1–8       | –       |
| 2010–11  | Кваліфікаційний раунд         | «Жувіси»                      | –     | 0–12      | –       |
| 2010–11  | Кваліфікаційний раунд         | «Тигру-Муреш»                 | –     | 1–2       | –       |